# Mandrúpolis
Mandrúpolis  o Mandròpolis (en llatí Mandrupolis, en grec antic Μανδρούπολις o Μανδρόπολις) era una ciutat de Mísia segons Hièrocles, anomenada actualment Menduria o Mendreghora, al peu de les muntanyes Temnus.
Esteve de Bizanci situa erròniament la ciutat a Frígia. Sembla que hi ha pocs dubtes que és la mateixa ciutat que Titus Livi anomena Mandropus o Mandrupium.